# Gymnich
Gymnich este o localitate ce aparține de orașul Erftstadt fiind situat în apropiere de Lacul Ziesel, care a luat naștere prin golul creat de exploatarea cărbunilor bruni din landul Renania de Nord-Westfalia, Germania. Localitatea devine cunoscută în trecut prin comerțul făcut cu cărbuni și produsele agricole din regiune. 

## Istoric
Localitatea este pentru prima oară amintită în anul 1211, unde cavalerii medievali au construit o cetate care ulterior va fi transformat în castel. După ocupația franceză(1792 și 1794), localitatea a fost administrată de Prusia, iar după reforma comunală din 1969 va aparține de orașul Erftstadt.
Anual are loc aici un pelerinaj, la 40 de zile după duminica paștilor, în ziua de „Înălțarea Domnului”. Această procesiune religioasă este cunoscută peste granițele regiunii.

## Atracții turistice
- Castelul Gymnich care a fost a doua reședință guvernamentală și ulterior locuința „Familiei de cântăreți Kelly” între timp a fost transformat în hotel cu restaurant
- Biserica  catolică „St. Kunibert” cu turnul bombat (Zwiebelturm).
- Moara de apă care a fost restaurată
- Un centru de informare despre Parcul natural Rheinland.